# Blasticorhinus trichopoda
Blasticorhinus trichopoda är en fjärilsart som beskrevs av George Francis Hampson 1926. Blasticorhinus trichopoda ingår i släktet Blasticorhinus och familjen nattflyn. Inga underarter finns listade i Catalogue of Life.